# Ghislemar
Ghislemar (†684) was hofmeier in Neustrië vanaf omstreeks 681.
Hij was een zoon van hofmeier Waratton. Enkele maanden nadat zijn vader hofmeier was geworden zette Ghislemar hem af en werd zelf hofmeier. Hij overleed echter in 683 of 684 waarna zijn vader het hofmeierschap weer overnam.